# Brasão de armas do Quénia
O brasão de armas do Quénia é composto por dois leões, cada um empunhando uma lança Masai e sustendo o escudo. O escudo contém as cores nacionais que simbolizam:
- Negro - o povo nativo do Quénia
- Verde - a agricultura e os recursos naturais
- Vermelho - a luta pela liberdade
- Branco - unidade e paz

A faixa vermelha do meio apresenta um galo a segurar um machado, o qual, de acordo com a tradição local, simboliza uma nova e próspera vida.
O escudo e os leões estão sobre um recorte do Monte Quénia. No sopé do monte vislumbram-se exemplos da produção agrícola do Quénia - café, pyrethrum, sisal, chá, milho e ananás.
Na base do brasão lê-se no listel: "harambee" (tradição queniana de eventos comunitários de auto-ajuda).